# Palazzo dell'INA (Messina)
Il Palazzo dell'INA (Istituto Nazionale Assicurazioni) edificato su progetto dell'ingegnere Guido Viola nel 1935 tra il Palazzo della Dogana ed il Banco di Sicilia con la monumentale porta. È l'unico palazzo rimasto come esempio della ricostruzione della Palazzata progettata dall'ingegnere Viola. Sorge sulla via Garibaldi, tra il Palazzo della Dogana ed il Banco di Sicilia, lato mare, nella città di Messina.

## Profilo e storia dell'architettura
Edificato nel 1929, è riconoscibile dalla propria monumentale porta. Il palazzo rappresenta il primo tratto del progetto per la ricostruzione della Palazzata di Giacomo Minutoli distrutta durante il terremoto del 1908, che prevedeva non più la realizzazione di un edificio monumentale, ma di una serie di tredici edifici, stilisticamente omogenei, sviluppantisi tra il viale S. Martino e via S. Giovani di Malta in uno stile neoclassico sobrio e semplificato ad esclusione del terzo isolato che, di proprietà del Banco di Sicilia, avrebbe costituito un corpo a sé stante.
Gli edifici omogenei della Palazzata su progetto dell'ingegnere Guido Viola dovevano essere collegati da porte monumentali, ma in effetti la ricostruzione della Palazzata non fu mai portata a termine, e furono realizzati solo i primi due edifici (quelli dell'INA) con la relativa porta intermedia ad essere costruito secondo il progetto della ricostruzione della Palazzata di Messina. La Palazzata su progetto dell'ingegnere Guido Viola prevedeva una successione di tredici isolati che ricordavono la Palazzata di Simone Gullì.
La cornice spezzata che lo corona alleggerisce, insieme ai rettangoli che racchiudono le aperture su due livelli, il monolite ancorato a terra con possenti pilastri.

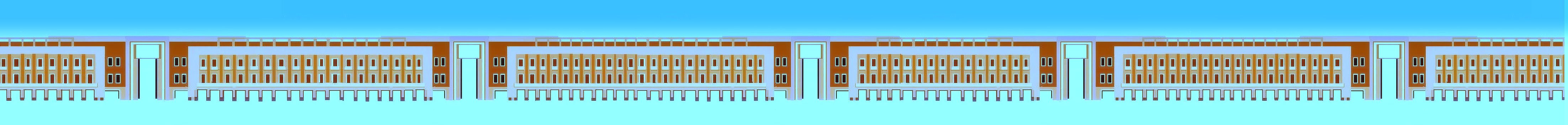
La Palazzata di Messina progettata da Samonà, Viola, Autore e Leone